# والمسترف
والمسترف (به فرانسوی: Valmestroff) یک کمون در فرانسه است که در Canton of Metzervisse واقع شده‌است.

## خصوصیات
والمسترف ۳٫۷۸ کیلومترمربع مساحت و ۲۵۸ نفر جمعیت دارد و ۲۰۰ متر بالاتر از سطح دریا واقع شده‌است.